# Inocybe lanuginosa
Inocybe lanuginosa (Pierre Bulliard, 1788 ex Paul Kummer, 1871)  din încrengătura Basidiomycota, în familia Inocybaceae și de genul Inocybe, este o specie destul de răspândită de ciuperci otrăvitoare, provocând uneori intoxicații letale. Acest burete coabitează, fiind un simbiont micoriza (formează micorize pe rădăcinile arborilor). Un nume popular nu este cunoscut. În România, Basarabia și Bucovina de Nord trăiește în grupuri pe sol calcaros în păduri de conifere pe lângă molizi și pini, adesea sub lemn în descompunere. Apare de la câmpie la munte, din (iunie) iulie până în octombrie (noiembrie).

## Taxonomie

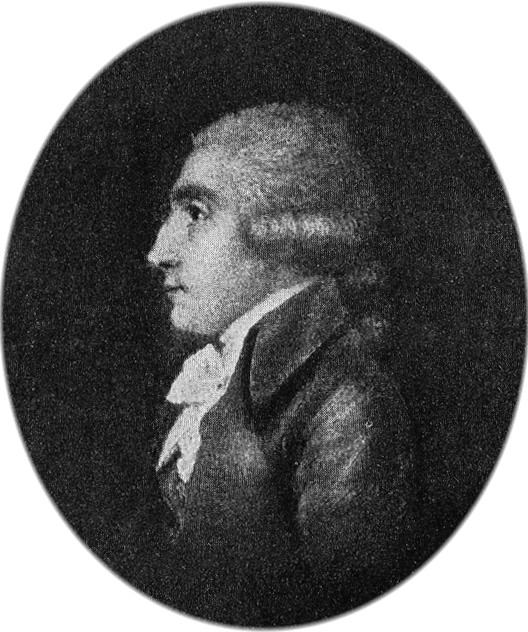
Pierre Bulliard

Numele binomial Agaricus lanuginosus a fost determinat de renumitul savant francez Pierre Bulliard în volumul 8 al marii sale opere Herbier de la France, din anul 1788.
Apoi, în 1871, cunoscutul micolog german Paul Kummer a transferat specia corect la genul Inocybe, sub păstrarea epitetului, de verificat în lucrarea sa principală Der Führer in die Pilzkunde: Anleitung zum methodischen, leichten und sicheren Bestimmen der in Deutschland vorkommenden Pilze mit Ausnahme der Schimmel- und allzu winzigen Schleim- und Kern-Pilzchen, fiind numele curent valabil (2021).
Taxonii Astrosporina lanuginosa a lui Joseph Schröter din 1889  precum variațiile Astrosporina lanuginosa var. ovatocystis a lui Robert Kühner din 1976 și Inocybe lanuginosa var. alpina a micologului german Helmuth Schmid-Heckel din 1988 ). sunt acceptate sinonim, pe când denumirea identică cu cea al lui Joseph Schröter a micologului german Jörg Raithelhuber din 1995 a fost declarată ilegitimă, taxonul lui Schröter fiind ăl mai vechi.
Epitetul specific este derivat din substantivul latin (latină lanugo=lâna la fructe, la ierburi, de pe pânză), din care s-a format adjectivul (latină lanuginosus=scurt lânos, flocos), datorită aspectului cuticulei.

## Descriere

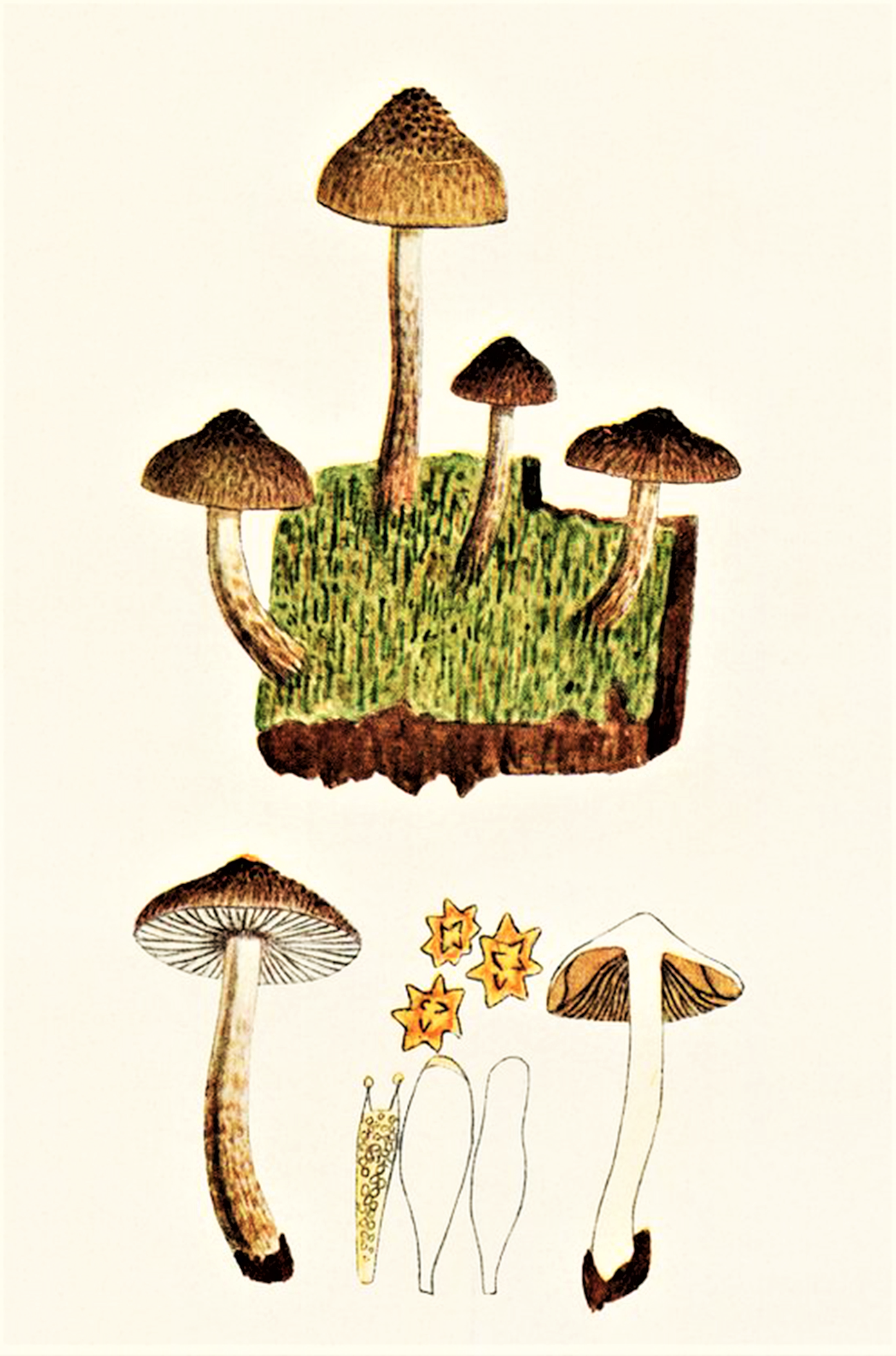
Bres.: Inocybe lanuginosa

- Pălăria: destul de robustă și fibroasă are un diametru de 2-7 (9) cm, este convexă până aplatizat convexă cu o cocoașă tocită, ocazional și oarecum deprimată în mijloc, marginea fiind îndreptată în jos și franjurat proeminentă. Cuticula uscată este flocos-lânoasă, spre centru aproape solzoasă, nu căpriorită. Coloritul, la început gri-brun deschis cu nuanțe carnee, schimbă apoi spre ocru-brun, brun-portocaliu până maroniu, în centru uneori ceva mai închis.
- Lamelele: sunt destul de subțiri și nu prea aglomerate, inegale, slab bombat atașate la picior, muchiile fiind albe și în tinerețe brumate, ondulate până bulboase. Coloritul inițial gri deschis devine cu timpul brun-cenușiu și în sfârșit brun ruginiu închis, uneori cu nuanțe măslinii.
- Piciorul: fibros de 2-6 (8) cm înălțime și de 0,3-0,5 (0,8) cm grosime este cilindric, adesea îndoit, plin, la bătrânețe gol, fără inel și fără bulb la bază. Suprafața este pe două treimi pâslos-lânoasă, în treimea de sus cu caneluri și brumată numai direct sub pălărie. Coloritul, în tinerețe gri-albicios, devine apoi brun până ruginiu pe un fundal deschis, spre vârf mai slab maroniu albicios, la bază uneori cu o tentă roșiatică.
- Carnea: compactă și fibroasă, este murdar albicioasă până, în picior, ocru deschisă, ca culoarea lemnului, ocazional cu o tentă măsline. Mirosul inițial imperceptibil devine repede mucegăit pământos și ceva spermatic, gustul fiind blând, dar și el mucegăit.[4][5]
- Caracteristici microscopice: are spori ocru, netezi, stelați poligonal sau hexagonal, cu vârfuri ascuțite puternic, având o mărime de 12-15 x 8-9 microni. Pulberea lor este de un brun închis. Basidiile clavate cu preponderent 4 sterigme fiecare măsoară (25) 30-(31) 35 x 6,5 (7)-8 microni. Cistidele (elemente sterile situate în stratul himenal sau printre celulele din pielița pălăriei și a piciorului, probabil cu rol de excreție) de 50-60 x 20-25 microni sunt veziculoase și pediculate, vârfurile cu incrustații galbene. Cheilocistidele (elemente sterile situate pe muchia lamelor) cilindrice sau clavate, rar ovoidale, cu pereți de 1-2 µm grosime și o dimensiune de 30-54 x 13-18 prezintă doar puține capete cristaline care de obicei lipsesc. Pileocistidele (elemente sterile de pe suprafața pălăriei) au hife cilindrice cu cleme și septuri de 42-80 x 10-17 microni dimensiune, fiind incrustate brun. Caulocistide (cistide situate la suprafața piciorului) de 35-75 x 8-13 microni fără incrustații la capăt apar doar spre vârful piciorului.[14][10]
- Reacții chimice: nu sunt cunoscute.[15]

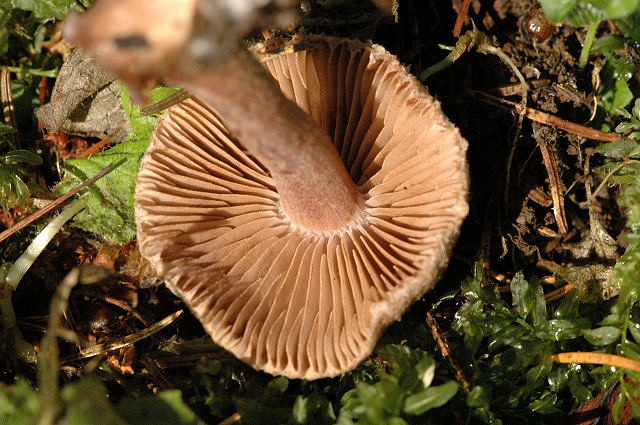
I. lanuginosa, lamele și picior
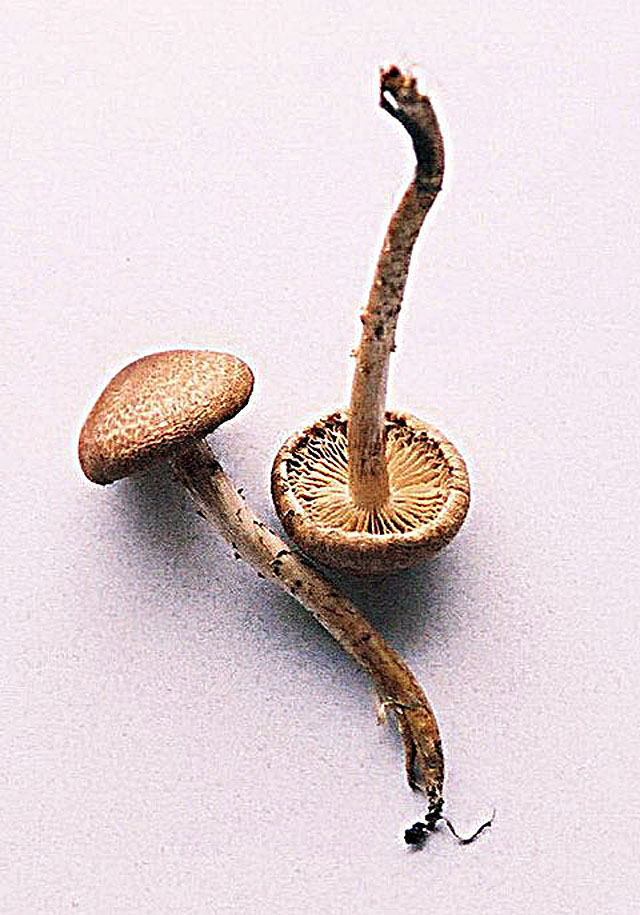
I. lanuginosa mai bătrâne

## Confuzii
Inocybe lanuginosa poate nu numai fi confundată cu specii ale aceluiași gen cum sunt Inocybe dulcamara (otrăvitoare), Inocybe fraudans (otrăvitoare), Inocybe godeyi, Inocybe hirtella (foarte otrăvitoare, poate chiar letală), Inocybe hystrix (letală), Inocybe lacera (posibil, letală, apare deja din mai în păduri mixte, pe arsuri, preferând un sol nisipos și necalcaros, miros spermatic, ceva putred, gust blând), Inocybe petiginosa (otrăvitoare), Inocybe stellatospora (probabil letală) sau Inocybe terrigena (foarte otrăvitoare), și, de asemenea, de exemplu cu Armillaria ostoyae sin.Armillaria solidipes (comestibilă), Pholiota squarrosa (de comestibilitate restrânsă) Pholiota squarrosoides (necomestibilă) sau Tricholoma vaccinum (necomestibil, ingerat în cantități mai mari toxic, se dezvoltă  în același habitat ca specia descrisă, miros făinos-pământos, gust făinos, amărui și slab iute).

## Specii asemănătoare în imagini

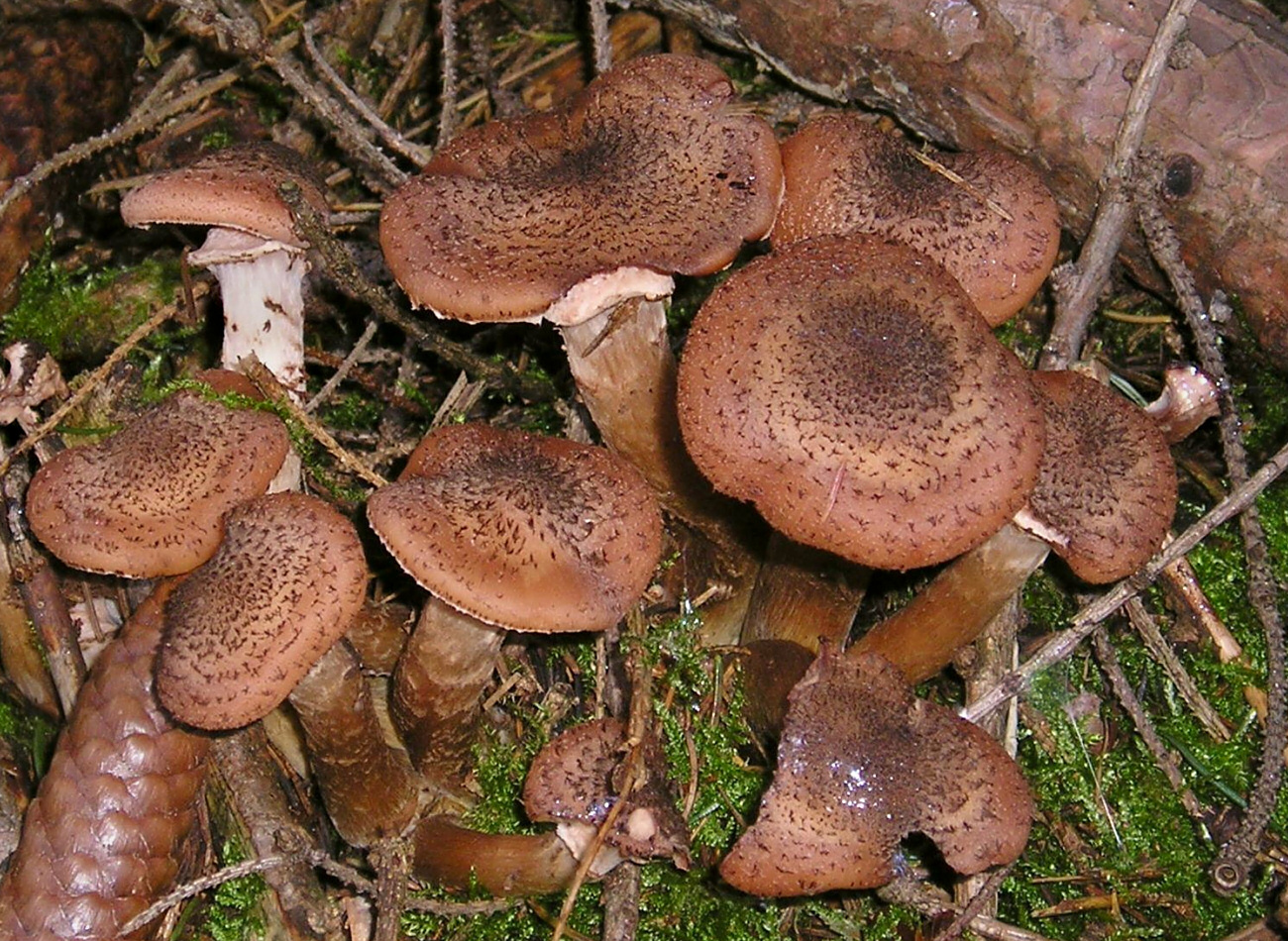
Armillaria ostoyae sin. Armillaria solidipes
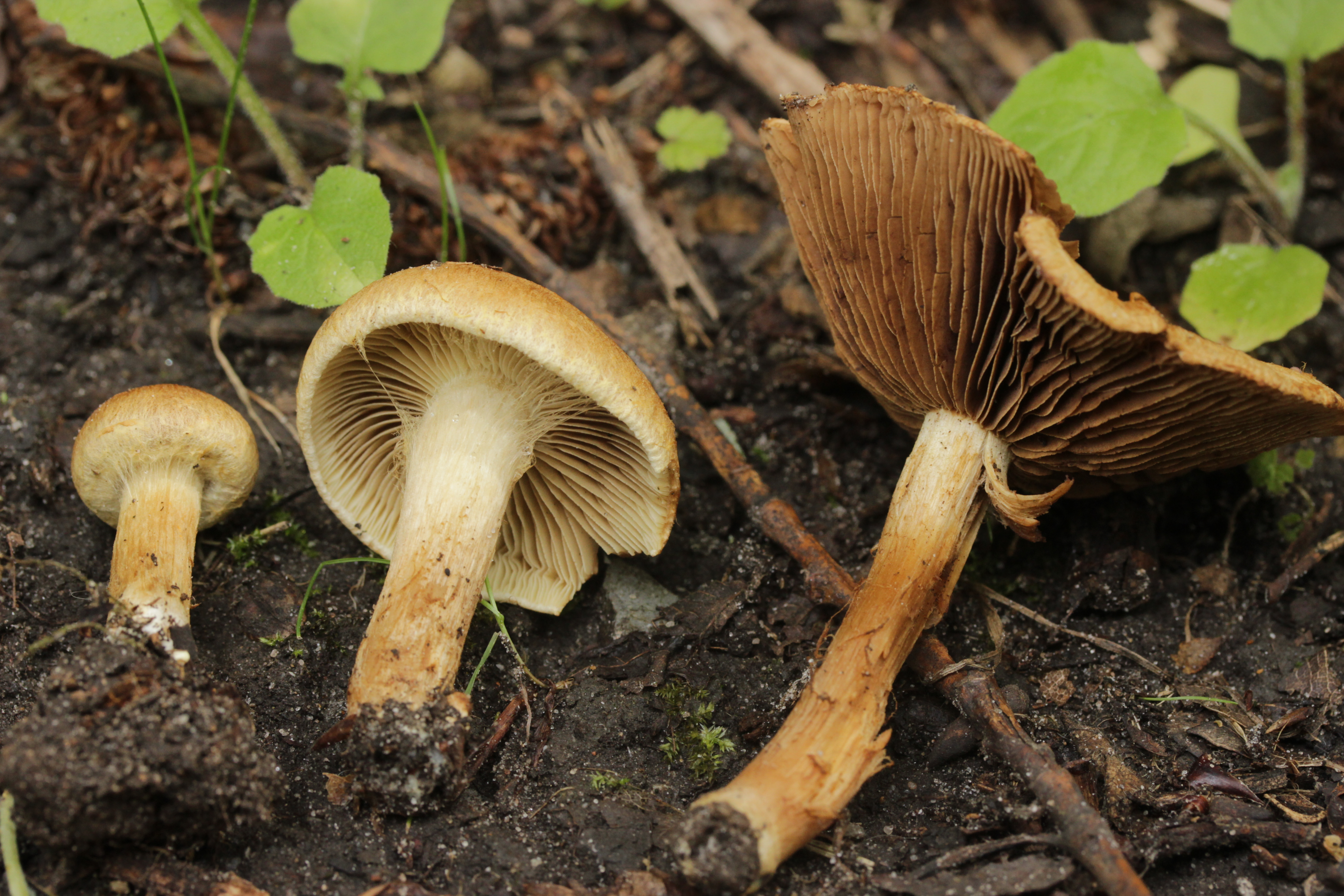
!!Inocybe dulcamara!!
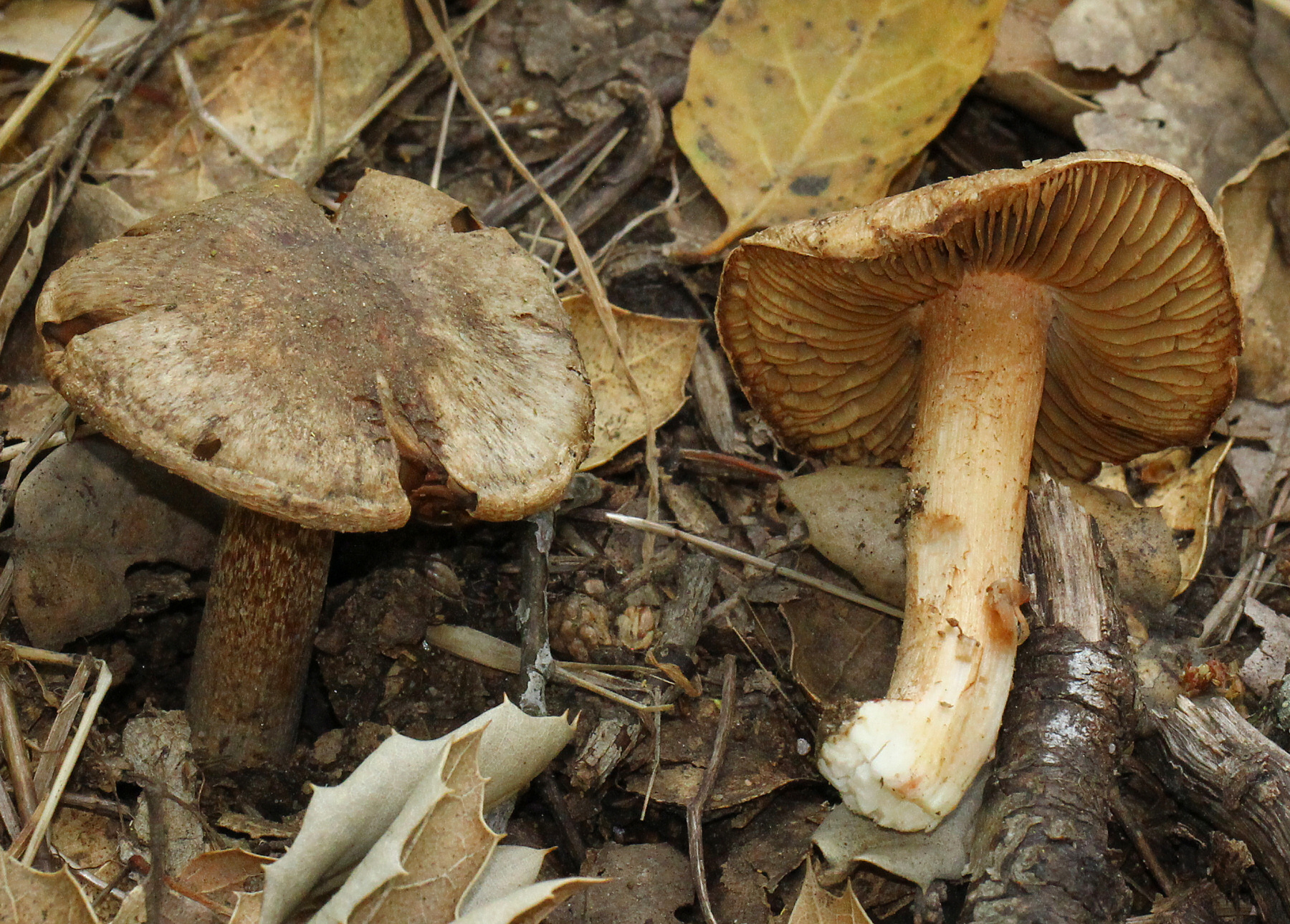
!!Inocybe fraudans!!
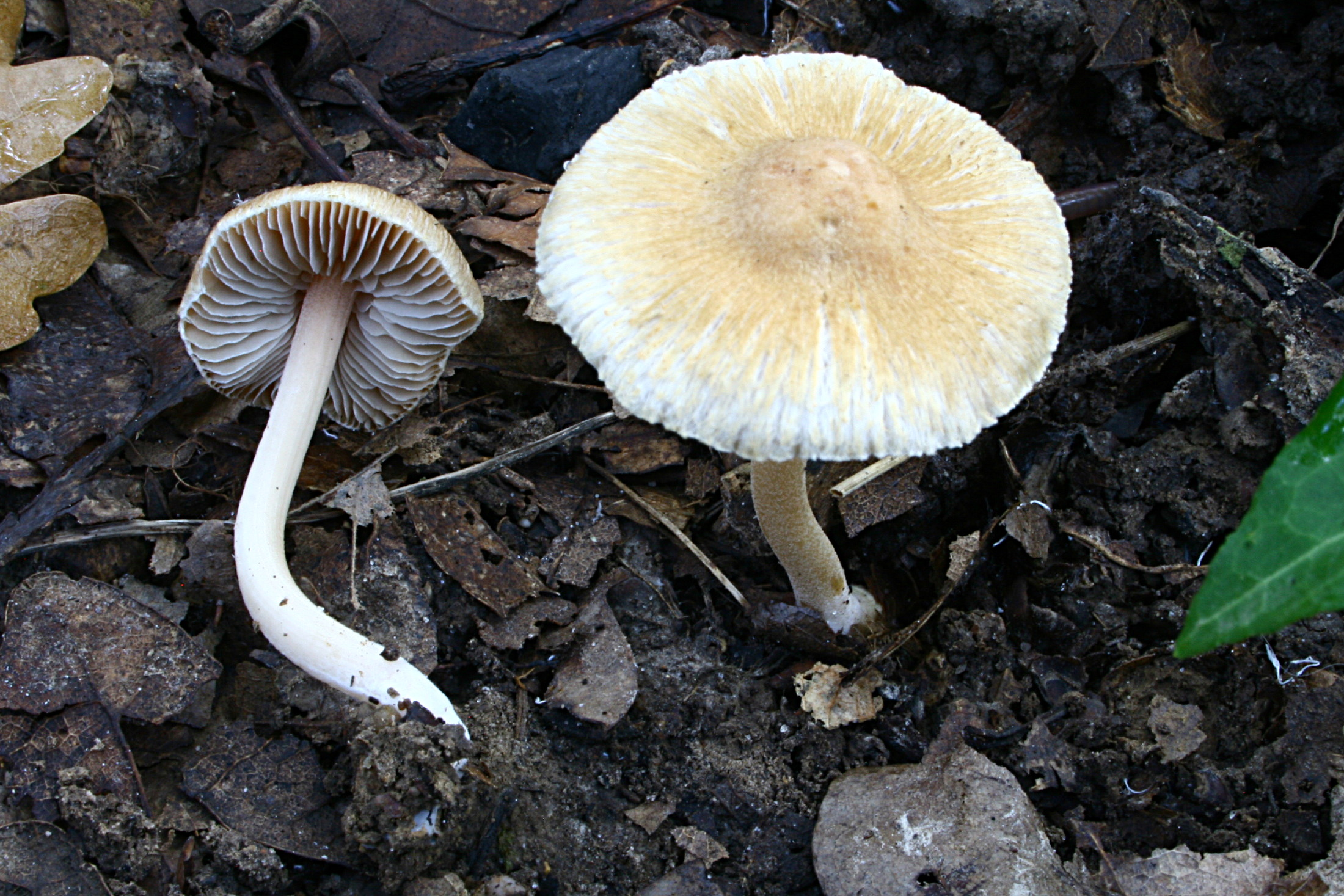
!!!Inocybe hirtella!!!
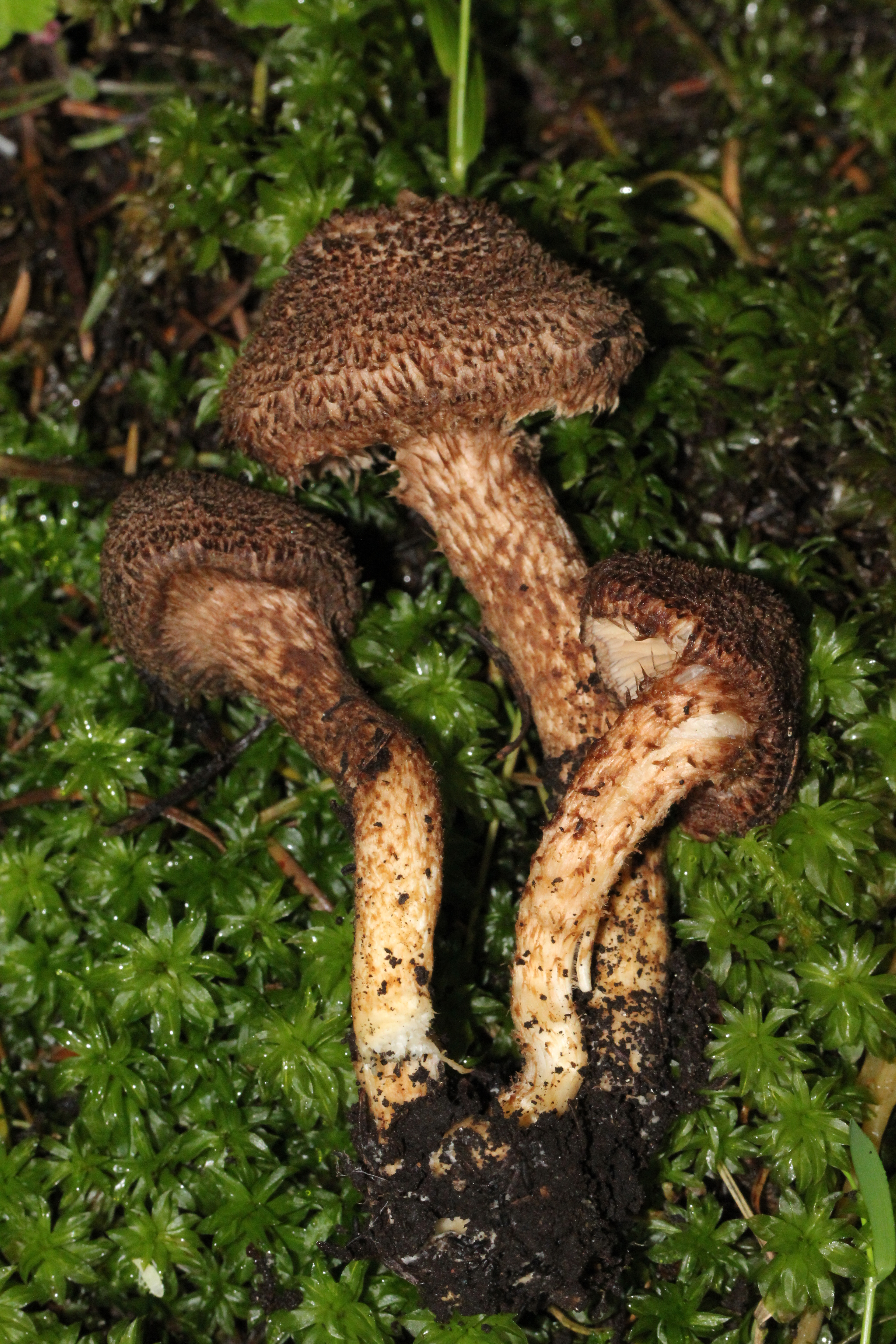
!!!Inocybe hystrix!!!
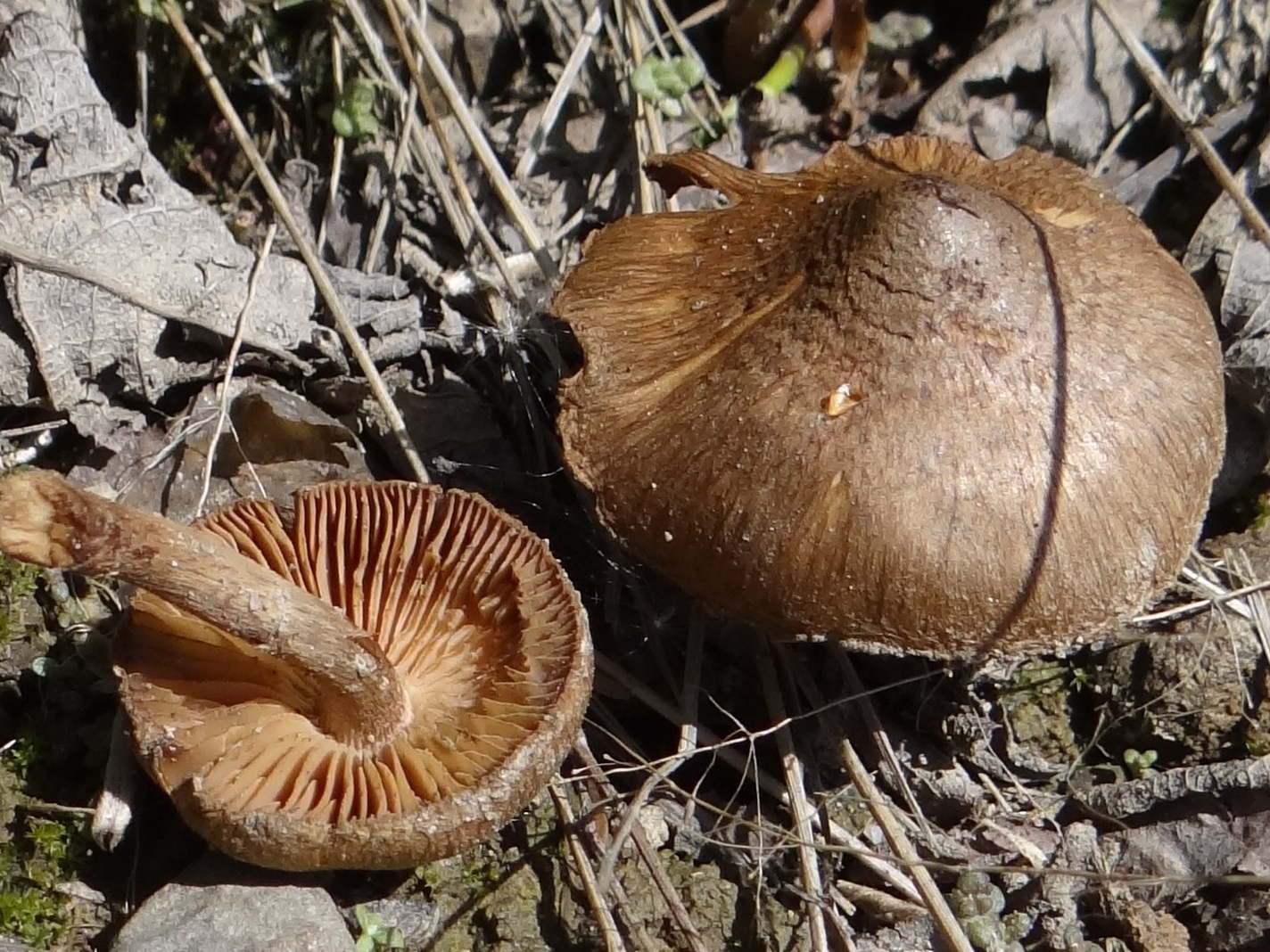
!!!Inocybe lacera!!!
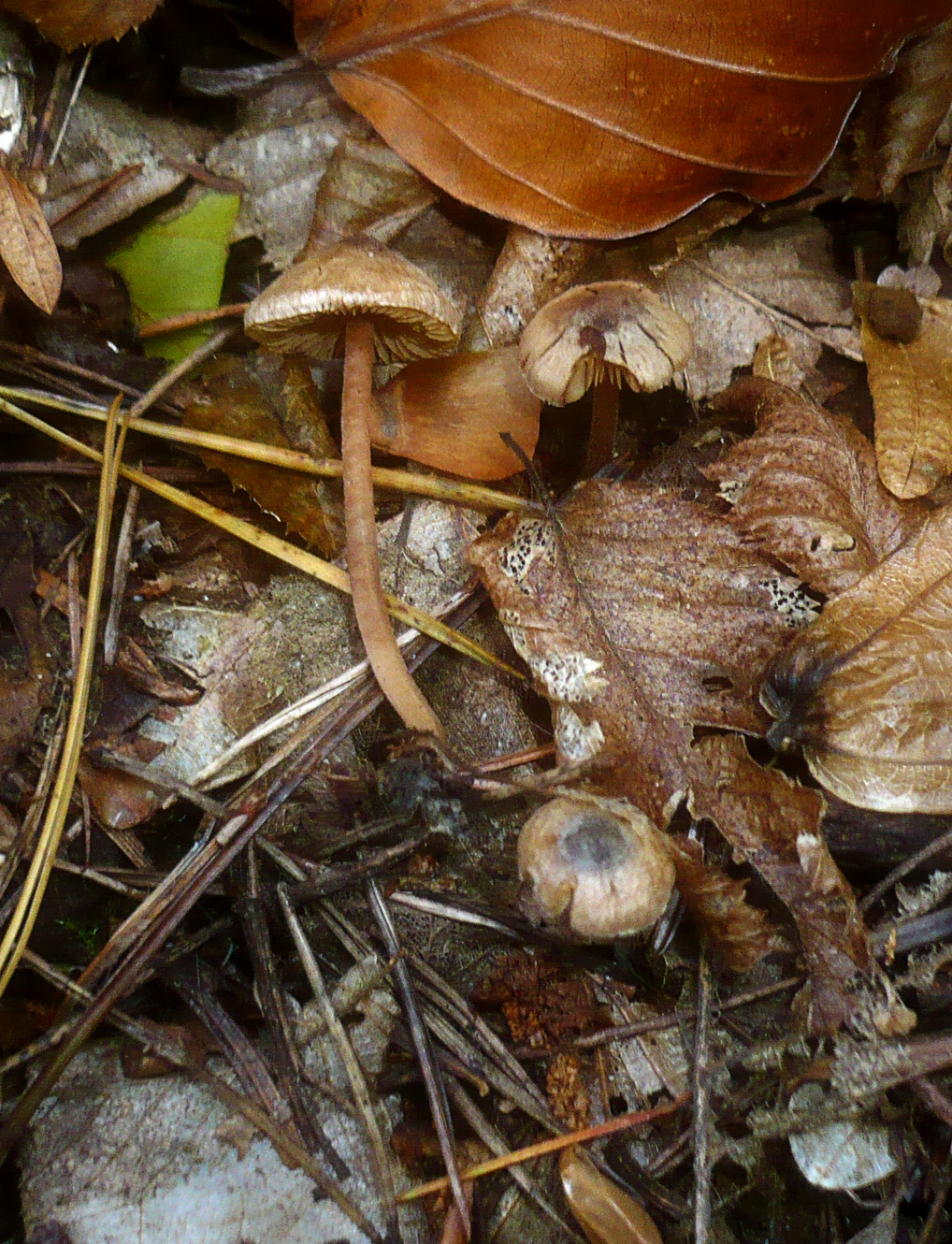
!!Inocybe petiginosa!!

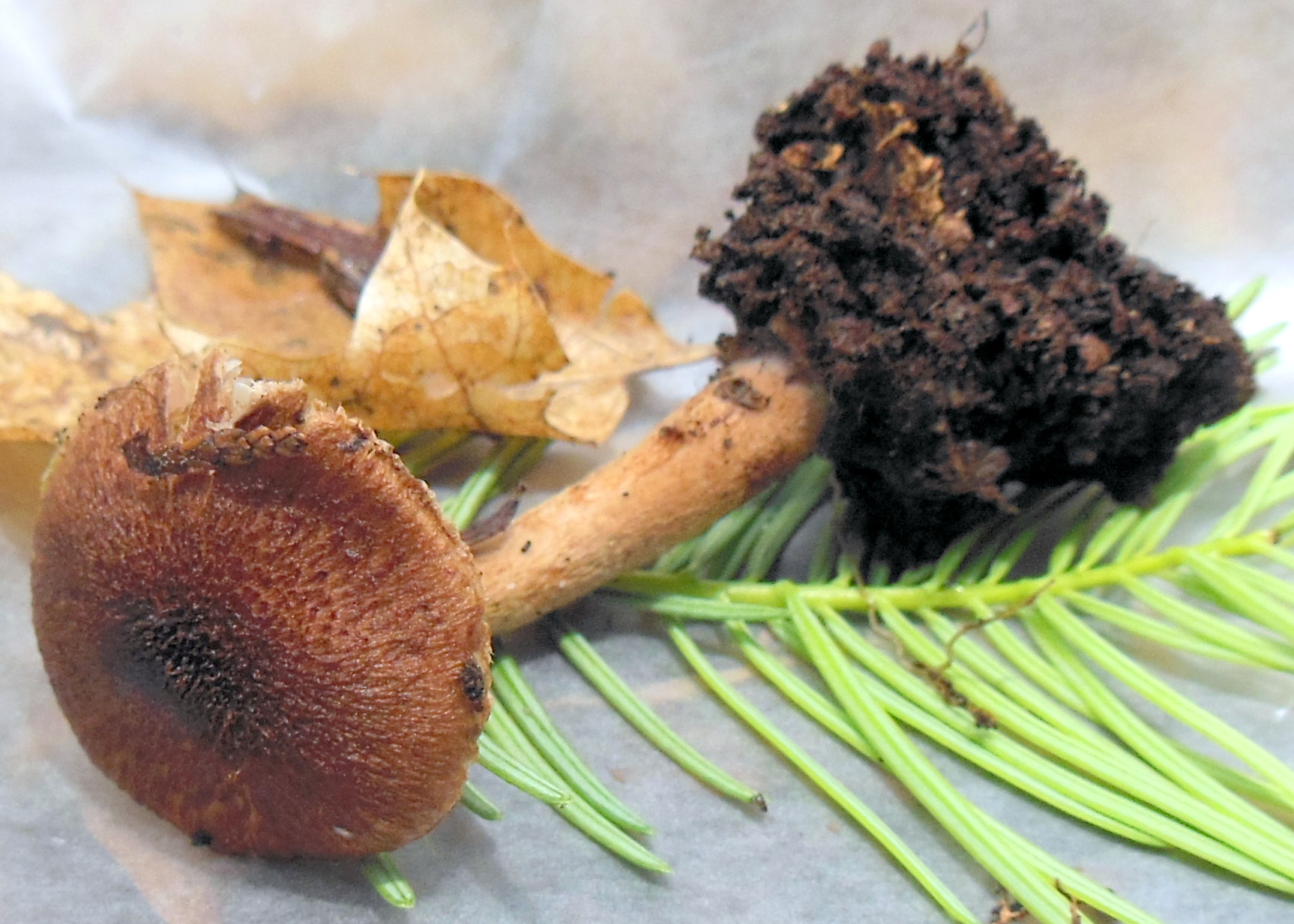
!!!Inocybe stellatospora!!
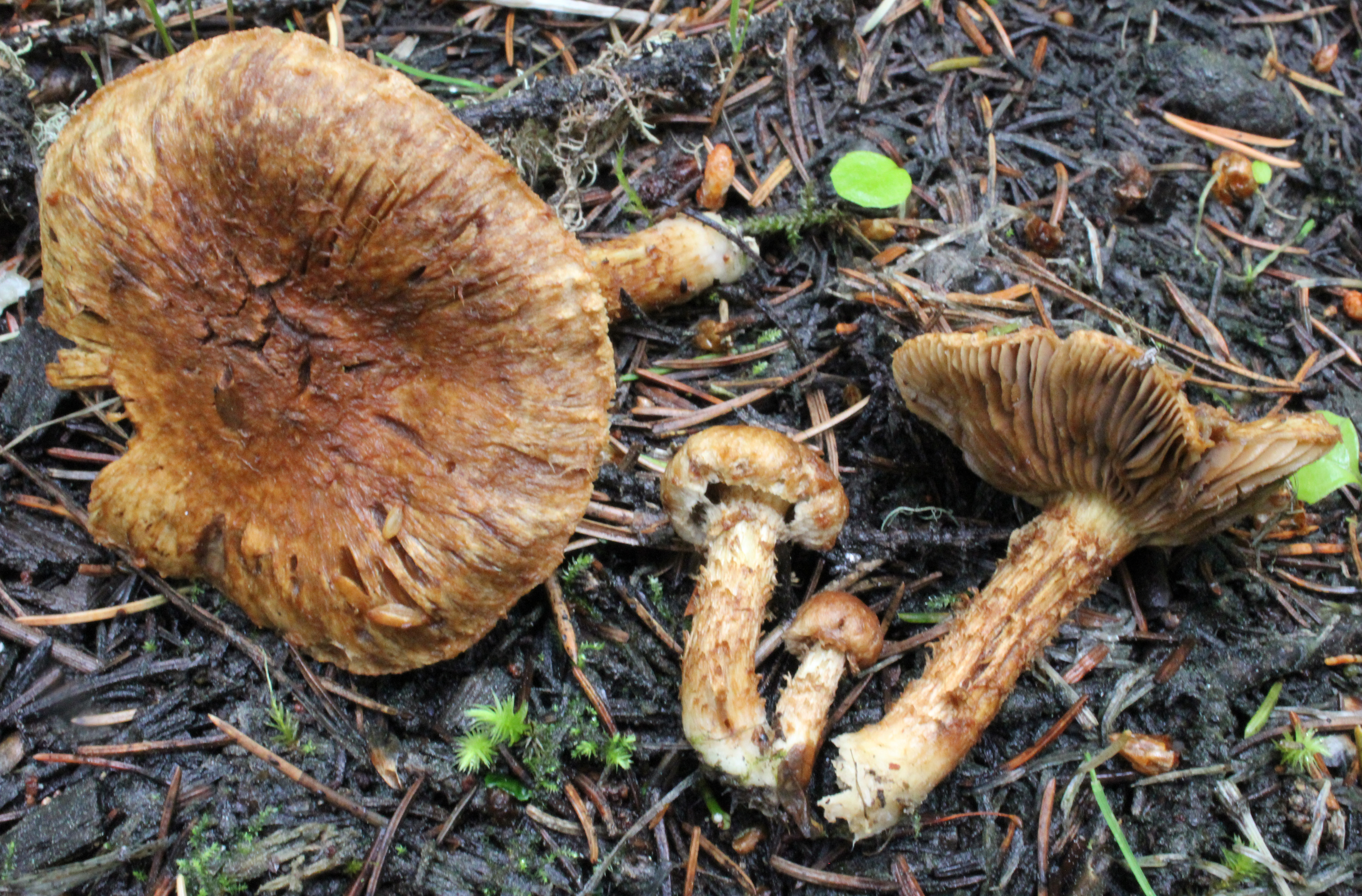
!!Inocybe terrigena!!
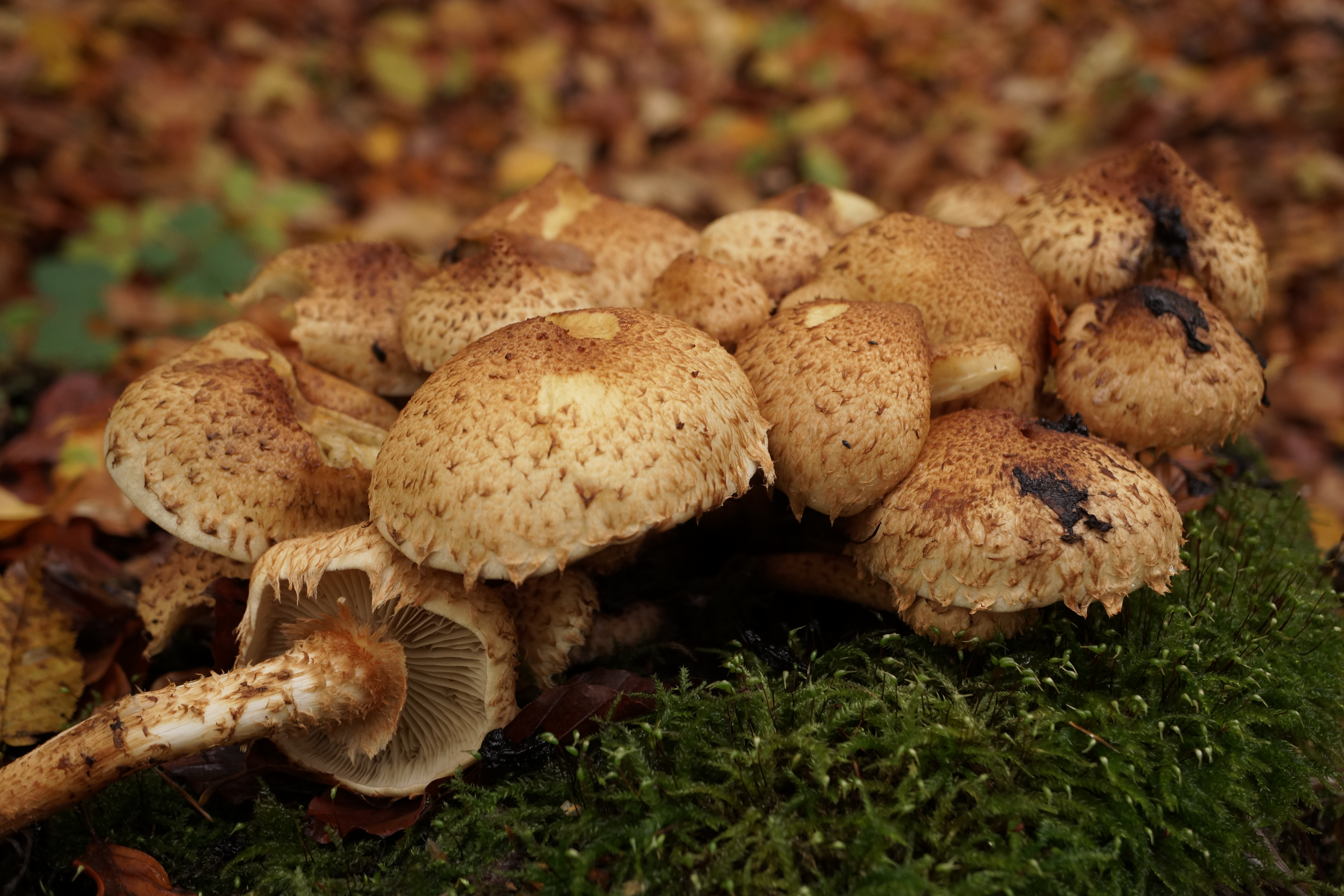
Pholiota squarrosa
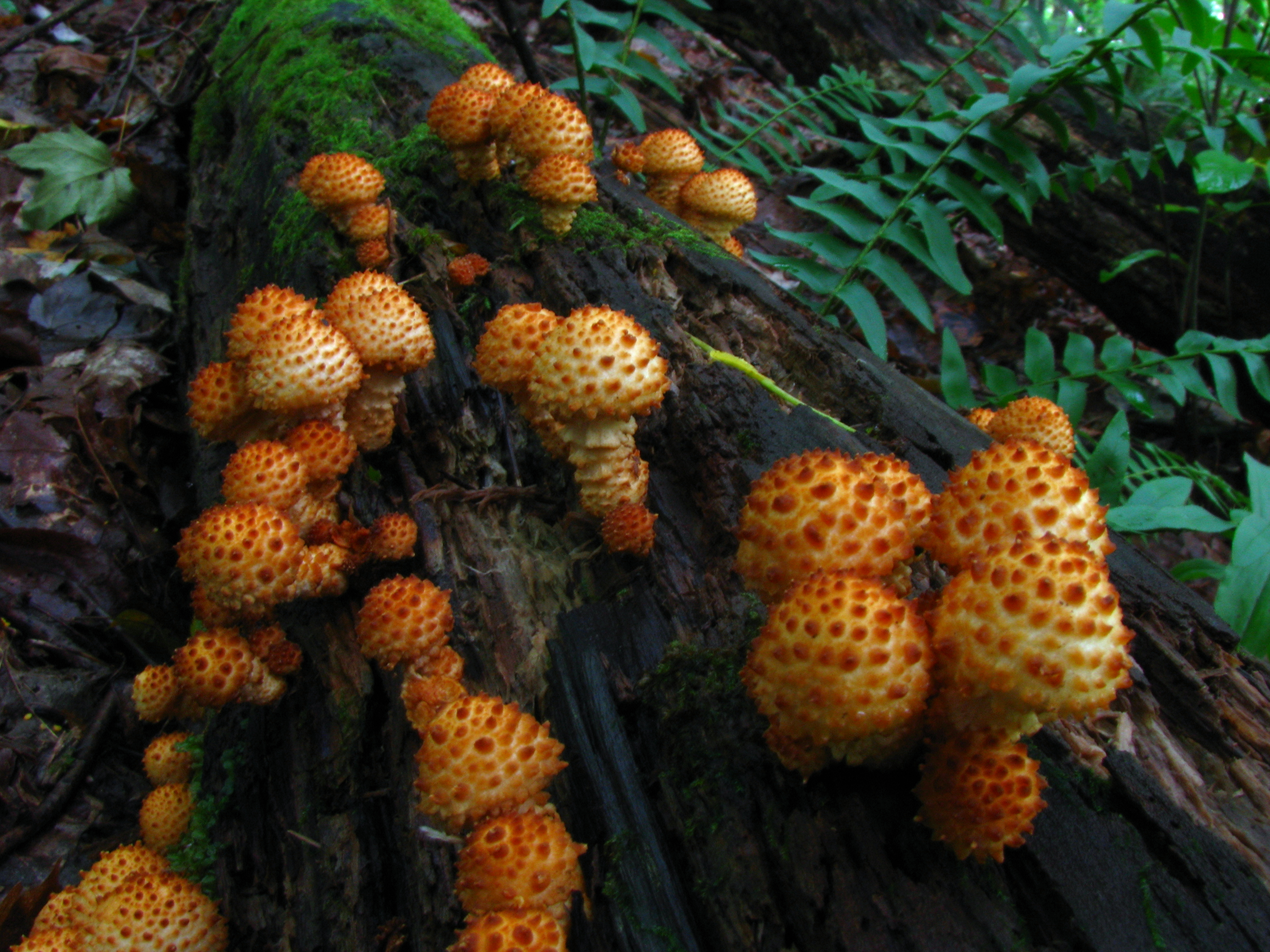
!Pholiota squarrosoides!
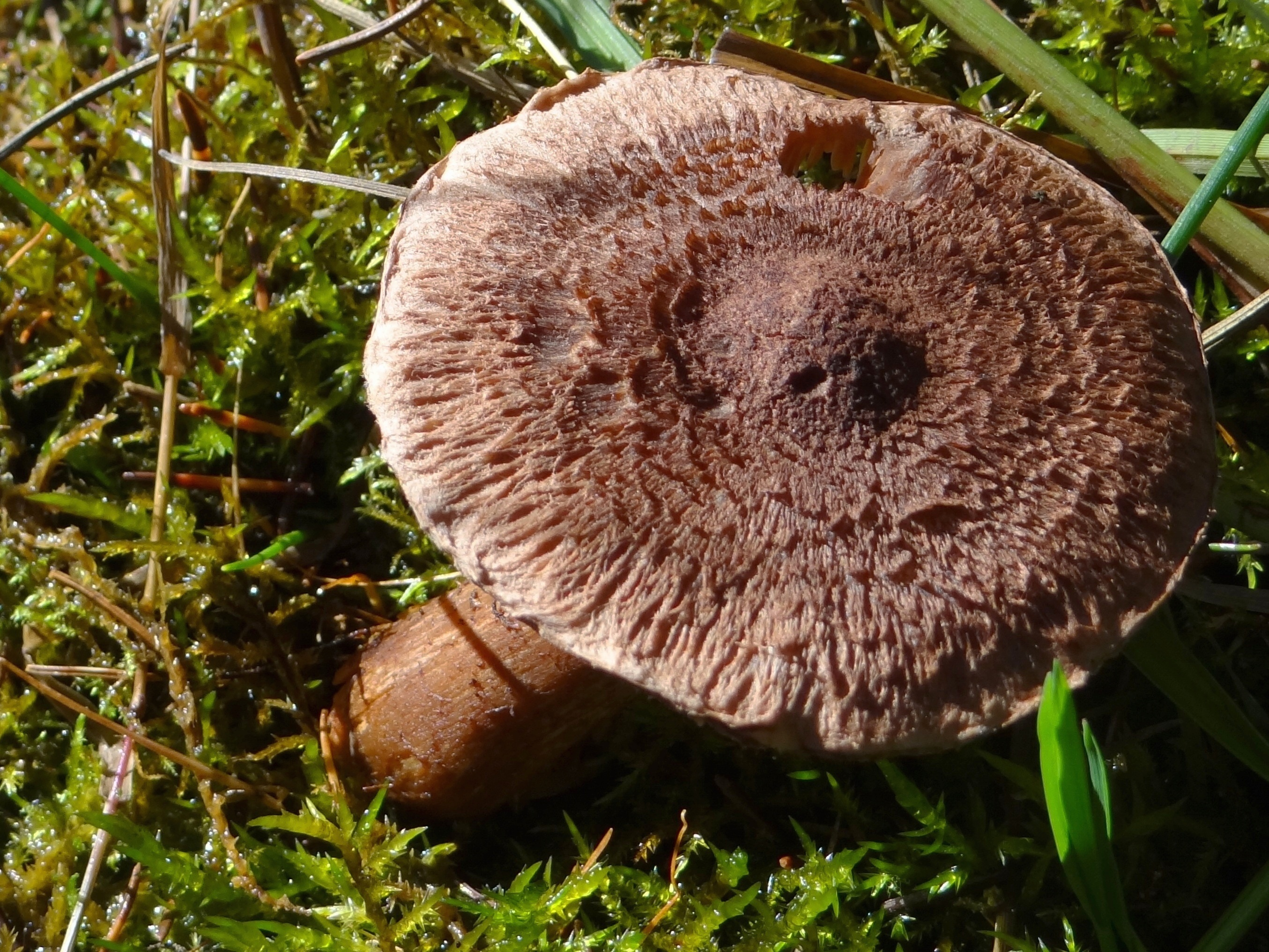
!Tricholoma vaccinum!

## Valorificare
Cu toate că Inocybe lanuginosa conține de cinci ori mai puțină muscarină decât extrem toxica Clitocybe rivulosa, ea totuși provoacă intoxicații severe, uneori letale. În plus conține radioizotopul cesiu-137 în doze destul de mari.